# 石屏県
石屏県（せきびょう-けん）は中華人民共和国雲南省紅河ハニ族イ族自治州に位置する県。

## 行政区画
下部に7鎮、2郷を管轄する。
- 鎮
  - 異竜鎮、宝秀鎮、壩心鎮、竜朋鎮、竜武鎮、哨沖鎮、牛街鎮
- 郷
  - 新城郷、大橋郷

## 交通

### 道路
- 高速道路
  - 天猴高速道路
- 国道
  - G323国道